# Pé na Tábua
Pé na Tábua é um filme brasileiro de comédia de 1959, dirigido por Victor Lima para a Herbert Richers. Roteiro do diretor de história de Chico Anysio, com números musicais com os protagonistas Ankito e Grande Otelo (dueto com Vera Regina), Ruy Rey e Bill Farr.

## Elenco
- Ankito...Petrônio Semsorte
- Grande Otelo...Cabeleira
- Renata Fronzi...Rosali
- Carlos Tovar ...Teófilo, dono da Colossal Filmes
- Nelly Martins ...Elisa, irmã de Petrônio
- Geraldo Mayer...Geraldo
- Sérgio Ricardo
- Bill Farr ...Fortunio Buenasorte
- Allan Gordon
- Carlos Imperial
- Vera Regina...Jandira
- Joel Vaz
- Ruy Rey
- Jô Soares...Felício
- Palmeirim Silva
- Chiquinho
- Nick Nicola
- Pedro Farah
- Jussara Ney
- Geraldo Meyer .... Geraldo
- Paulo Rodrigues

## Sinopse
O motorista Petrônio e o cobrador Cabeleireiro dirigem atrapalhadamente um velho e fumacento ônibus ("lotação") pelas ruas da cidade, sofrendo  e causando todo tipo de confusão, acidentes e quebras mecânicas. Elisa, a irmã de Petrônio, acidentou-se com uma motocicleta e precisa se submeter a uma cara cirurgia médica senão poderá ficar paralítica. Graças a sua vizinha e atriz Rosali, Petrônio vê uma chance de ganhar o dinheiro para ajudar Elisa ao ser contratado pela Colossal Filmes para transportar com sua lotação o elenco de uma nova película, para os locais das filmagens. Mas o protagonista do filme está sendo ameaçado por um psicopata que se autodenomina "galã desconhecido" e se recusa a continuar o trabalho. O produtor Teófilo então contrata o inocente Petrônio para ser o novo protagonista, servindo de isca para o assassino.